# Каракчиева, Павла Михайловна
Павла Михайловна Каракчиева (23 февраля 1920, Якушевск, Усть-Сысольский уезд, Вологодская губерния, РСФСР — 1996, Сыктывкар) — пекарь-мастер Сыктывкарского хлебокомбината Министерства пищевой промышленности РСФСР, Коми АССР, Герой Социалистического Труда (26.04.1971).

## Биография
Родилась 23.2.1920 в с. Якушевск Усть-Сысольского уезда Вологодской губернии, ныне Корткеросский район Республики Коми.
Окончила Вомынскую семилетнюю школу.
С 1938 г. работала на Сыктывкарском хлебокомбинате. С 1950-х гг. пекарь-мастер, руководитель бригады.
Досрочно выполнила личные социалистические обязательства и плановые производственные задания Восьмой пятилетки (1965—1970). Указом Президиума Верховного Совета СССР от 26 апреля 1971 года «за выдающиеся успехи, достигнутые в выполнении заданий пятилетнего плана по развитию пищевой промышленности» удостоена звания Героя Социалистического Труда с вручением ордена Ленина и золотой медали Серп и Молот.
Заслуженный работник народного хозяйства Коми АССР (1970).